# Ctenoplusia aurisuta
Ctenoplusia aurisuta is een vlinder uit de familie van de uilen (Noctuidae). De wetenschappelijke naam van deze soort is voor het eerst geldig gepubliceerd in 1968 door Claude Dufay.
De soort komt voor in tropisch Afrika.